# Lili Bech
Pour les articles homonymes, voir Bech.
Lili Bech (ou Beck) est une actrice danoise née le 29 décembre 1883 et morte le 20 janvier 1939. Elle a joué dans une vingtaine de films muets au cours des années 1910. Elle fut entre 1914 et 1916 la femme du réalisateur et acteur suédois Victor Sjöström.

## Filmographie
- 1912 : Le Masque noir
- 1912 : Le Jardinier
- 1913 : Le Vampire
- 1914 : La Fille de la haute montagne (Högfjällets dotter)
- 1915 : Le Poignard (Dolken) de Mauritz Stiller
- 1915 : Sonad skuld
- 1915 : La Fille du gouverneur (Landshövdingens döttrar)
- 1916 : Les Ailes
- 1916 : Thérèse
- 1916 : Skepp som mötas